# قشلاق دمير تشلوي قرة قشلاق حاج مجيد (مقاطعة بيله سوار)
قشلاق دمير تشلوي قرة قشلاق حاج مجید (بالفارسية: قشلاق دمیرچلوی قره قشلاق حاج مجید) هي منطقة سكنية تقع في إيران في قسم قشلاق الجنوبي الريفي. يقدر عدد سكانها بـ 16 نسمة .